# Andrew Robertson (lekkoatleta)
Andrew Robertson (ur. 17 grudnia 1990 w Grantham) – brytyjski lekkoatleta specjalizujący się w biegach sprinterskich.
Podczas mistrzostw Europy juniorów w 2009 był czwarty w biegu na 100 metrów oraz zdobył wraz z kolegami z reprezentacji brąz w sztafecie 4 × 100 metrów. W 2011 zdobył na młodzieżowych mistrzostwach Europy brąz w biegu na 100 metrów oraz srebro w biegu rozstawnym. W 2014 startował na igrzyskach Wspólnoty Narodów w Glasgow, podczas których biegł w eliminacjach angielskiej sztafety 4 × 100 metrów. Robertson nie znalazł się w składzie na bieg finałowy, a jego koledzy z reprezentacji sięgnęli po srebrny medal.

## Osiągnięcia
| Rok  | Impreza                                 | Miejsce    | Konkurencja        | Lokata     | Wynik         | Reprezentacja |
| ---- | --------------------------------------- | ---------- | ------------------ | ---------- | ------------- | ------------- |
| 2009 | Mistrzostwa Europy juniorów             | Nowy Sad   | bieg na 100 m      | 4. miejsce | 39,78         | GBR           |
| 2009 | Mistrzostwa Europy juniorów             | Nowy Sad   | sztafeta 4 × 100 m | 3. miejsce | 10,37         | GBR           |
| 2011 | Młodzieżowe mistrzostwa Europy          | Ostrawa    | bieg na 100 m      | 3. miejsce | 10,52         | GBR           |
| 2011 | Młodzieżowe mistrzostwa Europy          | Ostrawa    | sztafeta 4 × 100 m | 2. miejsce | 39,10         | GBR           |
| 2014 | Igrzyska Wspólnoty Narodów              | Glasgow    | sztafeta 4 × 100 m | 2. miejsce | 38,02 (elim.) | ENG           |
| 2015 | Superliga drużynowych mistrzostw Europy | Czeboksary | sztafeta 4 × 100 m | 1. miejsce | 38,21         | GBR           |
| 2016 | Halowe mistrzostwa świata               | Portland   | bieg na 60 m       | półfinał   | 6,61          | GBR           |
| 2017 | Halowe mistrzostwa Europy               | Belgrad    | bieg na 60 m       | –          | DSQ           | GBR           |
| 2018 | Halowe mistrzostwa świata               | Birmingham | bieg na 60 m       | półfinał   | 6,63          | GBR           |
| 2021 | Halowe mistrzostwa Europy               | Toruń      | bieg na 60 m       | 4. miejsce | 6,63          | GBR           |
| 2022 | Halowe mistrzostwa świata               | Belgrad    | bieg na 60 m       | półfinał   | 6,64          | GBR           |
| 2025 | Halowe mistrzostwa Europy               | Apeldoorn  | bieg na 60 m       | 3. miejsce | 6,55          | GBR           |
| 2025 | Halowe mistrzostwa świata               | Nankin     | bieg na 60 m       | eliminacje | 17,86         | GBR           |

## Rekordy życiowe
- Bieg na 60 metrów (hala) – 6,54 (2016)
- Bieg na 100 metrów – 10,10 (2014) / 10,01w (2021)